# Раселов чајник
Раселов чајник је аналогија филозофа Бертранда Расела којом илуструје тврдњу да није на скептику да оповргне базе оног што је немогуће проверити у религији, него да је на вернику да их докаже. Раселов чајник је добар пример за логичку грешку типа аргумент из незнања, терет доказивања.

## Принцип
У чланку који се зове "Is there а God?", написаном 1952. године за часопис Illustrated Magazine (али који никад није био објављен), Расел је написао:
Многи правоверни људи сматрају како је посао скептика да оборе усвојене догме, а не догматика да их докажу. Ово је, наравно, грешка. Ако бих рекао да порцелански чајник кружи по елиптичној орбити око Сунца, између Земље и Марса, нико не би могао да оспори моју тврдњу, под условом да сам био пажљив и напоменуо како је чајник исувише мали и да се не може видети ни кроз најмоћније телескопе. Ако даље кажем како је, с обзиром на то да моју тврдњу нико не може оборити, недопустиво да људски разум у њу сумња, с правом би се могло рећи да говорим бесмислице. Међутим, ако би постојање оваквог чајника било потврђено у древним књигама, ако би се сваке недеље славио као свети предмет и идеја о њему утискивала у умове деце у школама, оклевање да се поверује у постојање таквог предмета постало би знак ексцентричности, а сумњичавац би привукао пажњу психијатра у доба просветитељства или инквизиције у ранијим временима.